# Sterilizzazione obbligatoria
Con sterilizzazione obbligatoria, conosciuta anche come sterilizzazione forzata, si intendono i programmi attuati da politiche governative che tentano di costringere le persone a sottoporsi all'intervento chirurgico di sterilizzazione. Nella prima metà del XX secolo, molti di questi programmi sono stati istituiti in vari paesi del mondo, di solito come parte di programmi di eugenetica destinati ad impedire la riproduzione e la moltiplicazione dei membri della popolazione considerati portatori di difetti genetici. L'estesa o sistematica sterilizzazione forzata è stata riconosciuta come un crimine contro l'umanità dalla relazione dallo Statuto di Roma. Questo memorandum definisce anche la giurisdizione della Corte penale internazionale.
Nonostante quest'accordo internazionale riguardante la disumanità e l'illegalità della sterilizzazione forzata, è stato suggerito che il governo dell'Uzbekistan continui a perseguire tali programmi. Inoltre, in molti paesi, le persone transgender sono tenute a sottoporsi a sterilizzazione prima di ottenere il riconoscimento giuridico del loro genere. Questo non è da confondere con la sterilizzazione forzata che non è associata ad un programma di governo. Tuttavia, la relazione del relatore speciale delle Nazioni Unite sulla tortura ed altri trattamenti crudeli, inumani o degradanti, afferma che le persone LGBT subiscono spesso violazioni mediche o interventi chirurgici non liberi (tra cui la mutilazione genitale femminile e la mutilazione genitale maschile), nonostante i commi 17 e 18 dei Principi di Yogyakarta riconoscano come la chirurgia obbligatoria per il riconoscimento di genere possa essere considerata costitutiva di una violazione dei diritti umani.

## Alternative alla sterilizzazione forzata
Il controllo della popolazione umana è la pratica di alterare artificialmente il tasso di crescita di una popolazione umana. Storicamente, il controllo della popolazione umana è stato implementato limitando il tasso di natalità, di solito per mandato del governo, ed è stato intrapreso in risposta a fattori tra cui livelli elevati o crescenti di povertà, preoccupazioni ambientali, motivi religiosi e sovrappopolazione. Mentre in linea generale il controllo della popolazione può comportare misure che migliorano la vita delle persone dando loro un maggiore controllo della loro riproduzione, alcuni programmi li hanno esposti a sfruttamento.

## Per paese

### Sudafrica
In Sudafrica ci sono stati diversi casi di donne sieropositive sterilizzate senza il loro consenso informato, e a volte a loro insaputa.
Questo è dovuto al fatto che le donne sieropositive sono viste come "sporche". Le sterilizzazioni a queste donne causano loro di essere ostracizzate dalle loro comunità, dal momento che non possono più partorire. Nelle loro comunità, se non è possibile partorire poi non si è più viste come degne. In effetti, a causa degli effetti culturali della sterilizzazione forzata, queste donne sieropositive in Sudafrica si trovano ad affrontare molti pericoli che vanno oltre l'aspetto biologico dell'intervento.

### Canada
Due province canadesi (Alberta e Columbia Britannica) hanno eseguito programmi di sterilizzazione obbligatoria con finalità eugenetiche. La sterilizzazione obbligatoria canadese è stata gestita tramite gli stessi meccanismi complessivi di istituzionalizzazione, di valutazione e di pratica chirurgica del sistema americano. Tuttavia, una differenza notevole è nel trattamento dei criminali non folli, dal momento che la legislazione canadese non ha mai permesso la sterilizzazione punitiva dei detenuti. La legge sulla sterilizzazione sessuale nell'Alberta è stata emanata nel 1928 ed abrogata nel 1972. Nel 1995, Leilani Muir ha citato in giudizio la Provincia di Alberta per averla costretta ad essere sterilizzata contro la sua volontà e senza il suo permesso, nel 1959. Sulla base del caso di Muir, il governo dell'Alberta ha chiesto scusa per la sterilizzazione forzata di oltre 2.800 persone. A quasi 850 cittadini dell'Alberta che erano stati sterilizzati a norma della legge sulla sterilizzazione sessuale sono stati assegnati 142 milioni di dollari canadesi in risarcimento danni.

### Cecoslovacchia e Repubblica Ceca
In Cecoslovacchia è stata condotta una politica di sterilizzazione di alcune donne di etnia Rom, a partire dal 1973. In diversi casi la sterilizzazione è stata concordata, spesso in cambio di prestazioni di assistenza sociale, o è stata data dalla mancanza di educazione. I dissidenti di Charta 77 hanno denunciato questo nel 1977-78 come un "genocidio", ma la pratica è proseguita attraverso la Rivoluzione di Velluto del 1989. Secondo un rapporto del 2005 emanato dal difensore civico indipendente del governo ceco, Otakar Motejl, sono decine i casi identificati di sterilizzazione forzata tra il 1979 e il 2001; egli ha chiesto indagini penali e l'eventuale azione penale nei confronti di diversi operatori sanitari ed amministratori.

### Germania
Uno dei primi atti di Adolf Hitler, dopo aver raggiunto il controllo totale del territorio tedesco, aveva riguardato l'approvazione della legge per la prevenzione della prole malata ereditariamente (Gesetz zur Verhütung erbkranken Nachwuchses), nel luglio del 1933. La legge fu firmata da Hitler, ed oltre 200 tribunali eugenetici furono creati specificamente per la sua esecuzione. Secondo la legge tedesca, tutti i medici del Reich erano tenuti a riferire dei loro pazienti che fossero ritardati mentali, malati mentali (compresa la schizofrenia ed i disturbi depressivi), epilettici, ciechi, sordi, o fisicamente deformi, ed una forte pena pecuniaria fu imposta per i pazienti che non fossero stati segnalati correttamente. Anche gli individui che soffrivano di alcolismo o della malattia di Huntington avrebbero potuto essere sterilizzati. Il caso del singolo individuo era poi esaminato da un tribunale di funzionari nazisti e di funzionari della sanità pubblica, che avrebbe dovuto rivederne le cartelle cliniche, ascoltare testimonianze di amici e colleghi, e, infine, decidere se ordinare o non ordinare un'operazione di sterilizzazione effettuata sulla persona, usando la forza se necessario. Anche se non esplicitamente previsti dalla legge, pure 400 individui di razza mista definiti "bastardi della Renania" sono stati sterilizzati all'inizio del 1937.
Il programma di sterilizzazione continuò fino a guerra iniziata, con un totale di circa 600.000 persone sterilizzate. Entro la fine della seconda guerra mondiale, oltre 400.000 individui furono sterilizzati ai sensi della legge tedesca e delle sue revisioni, la maggior parte entro i primi quattro anni dopo che essa era stata promulgata. Quando la questione della sterilizzazione obbligatoria è stata portata fino al processo di Norimberga dopo la guerra, molti nazisti hanno difeso le loro azioni in materia, indicando che erano gli Stati Uniti stessi il Paese da cui avevano preso ispirazione. In realtà i nazisti mostrarono di avere varie altre fonti di ispirazione, in termini di politiche eugenetiche, compreso il loro programma "eutanasia" noto come Aktion T4, in cui circa 70.000 persone istituzionalizzate, o che soffrivano di difetti di nascita, erano state soppresse.

### Giappone
Nella prima parte dell'era Showa, i governi giapponesi promossero l'aumento del numero di giapponesi sani, proponendosi di diminuire contemporaneamente il numero di persone che soffrissero di ritardo mentale, disabilità, malattie genetiche ed altre condizioni che avessero a comportare l'immissione d'un'inferiorità nel pool genico giapponese. Le leggi di prevenzione sui malati di lebbra del 1907, del 1931 e del 1953, permisero la segregazione di questi pazienti in sanatori, dove aborto e sterilizzazione forzati erano comuni, e autorizzarono la punizione di pazienti che "disturbavano la quiete". Sulla base dell'ordinanza per la prevenzione della lebbra varata per le colonie coreane, vari pazienti coreani sono stati anche sottoposti ai lavori forzati. La legge sulla protezione eugenetica della razza fu presentata alla Dieta tra il 1934 ed 1938. Dopo quattro emendamenti, sulla base del progetto fu promulgata dal governo una legge nazionale sull'eugenetica nel 1940 dal governo Konoe. Secondo Matsubara Yoko, nel periodo intercorrente tra il 1940 ed il 1945, furono sterilizzate 454 giapponesi sulla base di questa legge.
Secondo la legge federale sulla protezione eugenetica del 1948, invece, la sterilizzazione potrebbe essere applicata sui "criminali con predisposizione genetica a commettere reato", sui pazienti con malattie genetiche come il daltonismo totale, l'emofilia, l'albinismo, l'ittiosi e le affezioni mentali come la schizofrenia, la psicosi maniacale, la depressione e l'epilessia.. Le malattie mentali furono aggiunte nel 1952. Nel luglio 2024 la legge è stata dichiarata incostituzionale dalla Corte Suprema.
Riguardo ai diritti LGBT in Giappone, il diritto di cambiare sesso legalmente per i transessuali è stato approvato legislativamente nel 2004. La normativa lo consente solo alla persona che non ha figli, e che deve comunque avere una riassegnazione chirurgica del sesso. La condizione è stata modificata nel 2008 per "chi non ha figli di età inferiore ai 20 anni", ma comunque la sterilizzazione e la riassegnazione chirurgica del sesso è obbligatoria per il cambiamento di sesso legale.

### India
Lo stato di emergenza proclamato in India tra il 1975 e il 1977 comprese un'iniziativa di pianificazione familiare che iniziò nell'aprile del 1976, con cui il governo sperava di abbassare la sempre crescente popolazione indiana. Questo programma utilizzò la propaganda ed incentivi monetari per convincere i cittadini a farsi sterilizzare. Le persone che accettarono di farsi sterilizzare ricevettero terra, casa, denaro o prestiti. In virtù di questo programma, migliaia di uomini furono vasectomizzati, ed anche più donne si sottoposero a chiusura delle tube. Tuttavia, il programma era incentrato più sulla sterilizzazione delle donne, rispetto agli uomini. Un articolo del New York Times intitolato For Sterilization, Target Is Women ("Per la sterilizzazione, il target sono le donne"), afferma: "Ci furono 114.426 casi di vasectomia in India nel 2002-03, e 4,6 milioni di chiusura delle tube, l'operazione analoga sulle donne, anche se la legatura è un'operazione più complicata." Nonostante il fatto che la sterilizzazione maschile sia una procedura più semplice, il governo continuò invece a scegliere di concentrarsi sulla sterilizzazione delle donne. Sanjay Gandhi, figlio del primo ministro Indira Gandhi, è stato ampiamente accusato di quello che si sarebbe rivelato essere un programma non riuscito. Una forte reazione contro qualsiasi iniziativa associata con la pianificazione familiare ha reso il programma molto controverso, e questa conflittualità continua nel XXI secolo.

### Israele
Nel 2013, Israele ha ammesso per la prima volta che le immigrate ebree etiopi hanno avuto iniezioni di controllo delle nascite, spesso senza il loro consenso. Il governo aveva precedentemente negato la pratica, ma il direttore generale del Ministero della Salute israeliano aveva subito ordinato ai ginecologi di fermare la somministrazione di farmaci. Secondo un rapporto di Haaretz, i sospetti sono stati sollevati dal giornalista investigativo Gal Gabbay che ha intervistato diverse donne provenienti dall'Etiopia nel tentativo di scoprire il motivo per cui i tassi di natalità nella comunità erano crollati.

### Cina

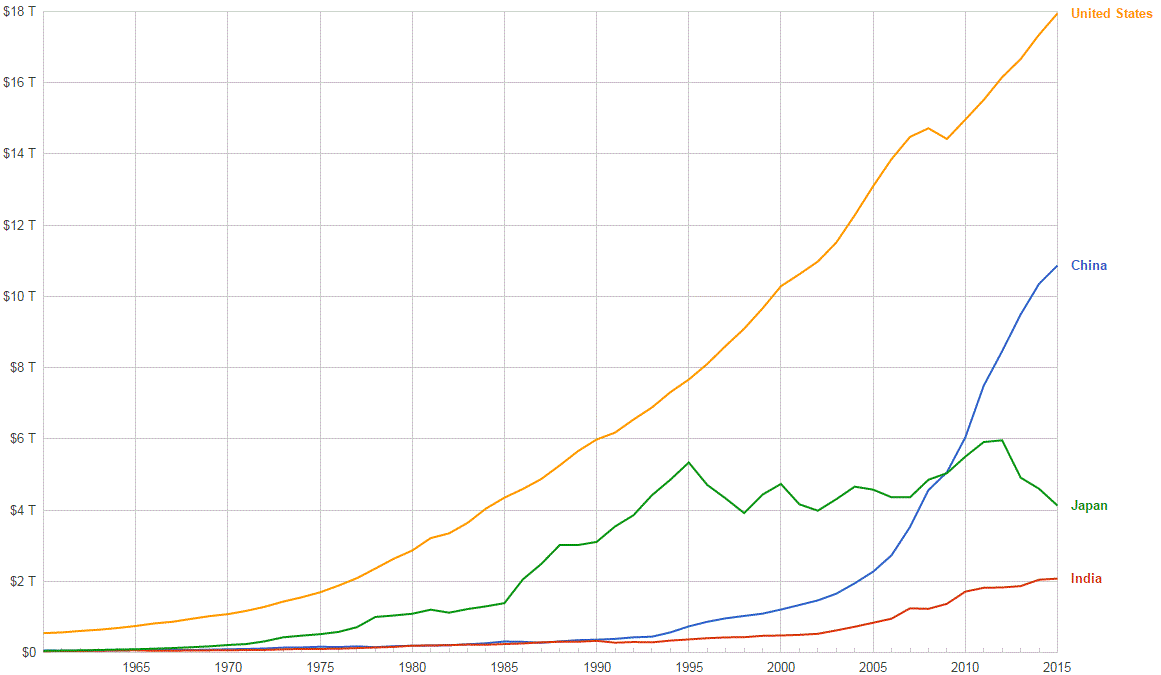
La curva di tendenza del PIL cinese dal 1952 al 2005. Notate il rapido incremento dalle riforme a partire dalla fine degli anni novanta.

Nel 1978, le autorità cinesi si interessarono alla possibilità di arginare un boom demografico che il paese non avrebbe potuto gestire, e iniziarono la politica del figlio unico. Al fine di affrontare in modo efficace le complesse problematiche che circondano il parto, il governo cinese pose grande enfasi sulla pianificazione familiare. Data l'importanza del problema, il governo pensò che dovesse essere standardizzata, e quindi introdusse apposite leggi nel 2002. Queste leggi ricalcano i principi fondamentali di ciò che è già stato messo in pratica, definiscono i diritti degli individui e delineano quello che il governo cinese può e non può fare per applicare le policy.
Tuttavia, nel 2010 gruppi come Amnesty International hanno accusato che le pratiche di sterilizzazione obbligatoria sono state applicate anche a persone che avevano già raggiunto e rispettato la quota di un figlio. Queste pratiche, pur contrarie ai principi contenuti nella legge, sembrano essere variamente applicate a livello locale. Un esempio particolarmente esemplificativo, secondo Amnesty International, ha riguardato quelle che si verificano in Puning City, nella provincia del Guangdong. L'obiettivo dichiarato dell'applicatore di sterilizzazione in questa città, era quello di rispettare gli obiettivi di pianificazione familiare delineati dal governo nella legge del popolamento e della pianificazione familiare del 2002. In questa circostanza, conosciuta anche come la Campagna Iron Fist, Amnesty International afferma che siano stati utilizzati metodi coercitivi per garantire che quasi 10.000 donne fossero sterilizzate, tra i quali la detenzione di familiari anziani.
Il governo cinese non sembra essere a conoscenza di queste discrepanze nell'attuazione della politica a livello locale. Ad esempio, la Commissione nazionale per la popolazione e la pianificazione familiare ha emesso un comunicato che afferma: "Alcune persone hanno commesso pratiche che hanno violato la legge ed infranto i diritti legittimi e gli interessi dei cittadini, durante lo svolgimento ed i lavori di pianificazione familiare. Le aree interessate sono poche contee e comuni di Linyi." Questa dichiarazione arriva in riferimento ad alcuni episodi di sterilizzazione ed aborto forzati in Linyi, città della provincia di Shandong. Tuttavia, non è chiaro in che misura il governo abbia perseguito o sottoposto a provvedimenti disciplinari i funzionari incaricati della pianificazione familiare nel paese che si siano resi responsabili di questi abusi.

### Perù
In Perù, il presidente Alberto Fujimori (in carica dal 1990 al 2000) è stato accusato di genocidio e crimini contro l'umanità, come risultato d'un programma di sterilizzazione messo in atto dalla sua amministrazione. Il Perù mise in atto un programma di sterilizzazioni forzate nei confronti di indigeni (essenzialmente le etnie quechua e aymara), in nome di un "piano di salute pubblica" presentato il 28 luglio 1995. Il piano fu principalmente finanziato da fondi dell'USAID (36 milioni di dollari), della Nippon Foundation, e, più tardi, del Fondo delle Nazioni Unite per la popolazione (UNFPA).
Il 9 settembre 1995, Fujimori presentò un disegno di legge che avrebbe dovuto rivedere la "Legge Generale della Popolazione", al fine di consentire la sterilizzazione. Diversi metodi contraccettivi sono stati legalizzati, tutte misure che hanno trovato la forte opposizione della Chiesa cattolica, nonché dell'organizzazione cattolica Opus Dei. Nel febbraio 1996, l'Organizzazione mondiale della sanità (OMS) stessa si congratulò con Fujimori per il suo piano per controllare la crescita demografica.
Il 25 febbraio 1998, un rappresentante dell'USAID testimoniò davanti alla Commissione Relazioni Internazionali del governo degli Stati Uniti, per affrontare le polemiche sul programma peruviano. Egli indicò che il governo del Perù stava implementando importanti modifiche al programma, al fine di interrompere le campagne di chiusura delle tube e vasectomia, rendere chiaro agli operatori sanitari l'assenza di obiettivi raccomandati per la contraccezione chirurgica volontaria o per qualsiasi altro metodo di contraccezione, aggiungendo a ciò anche la messa in attuazione d'un programma di monitoraggio globale per garantire la conformità con le norme di pianificazione familiare e con le procedure di consenso informato, e l'istituzione d'un ufficio di mediazione e d'indagine rispetto ai reclami ricevuti sul tema, incaricato anche di rispondere ad eventuali ulteriori denunce che venissero presentate, o comunque incaricato per qualunque altra eventuale ulteriore preoccupazione pubblica. Inoltre era stata dichiarata un'implementazione di 72 ore del "periodo di attesa" per le persone che scegliessero la chiusura delle tube o la vasectomia, da implementare tra la seconda sessione di consulenza e l'operazione chirurgica. Infine fu stabilito di richiedere alle strutture sanitarie l'emissione di certificazioni idonee allo svolgimento della contraccezione chirurgica, come mezzo per assicurare che interventi simili non venissero eseguiti in strutture improvvisate o di qualità scadente.
Nel settembre 2001, il Ministro della Salute Luis Solari lanciò l'avvio di una commissione parlamentare speciale sulle attività della contraccezione chirurgica volontaria, commissione incaricata di indagare eventuali "irregolarità" del programma, e di creare le condizioni per porle a un livello accettabile. Nel luglio 2002, la relazione finale ordinata dal ministro della Sanità ha rivelato che, tra il 1995 ed il 2000, 331.600 donne sono state sterilizzate, mentre 25.590 uomini sono stati sottoposti a vasectomia.
Il piano, che aveva l'obiettivo di diminuire il numero delle nascite nelle aree della povertà nel Perù, era essenzialmente rivolto ai popoli indigeni che vivono in aree svantaggiate (zone spesso coinvolte in conflitti interni con il governo peruviano, come nel caso del gruppo guerrigliero Sendero Luminoso). Dora Núñez Dávila, del Congresso della Repubblica del Perú, lanciò nel settembre 2003, l'accusa che 400.000 indigeni erano stati sterilizzati nel corso degli anni novanta. I documenti hanno dimostrato che il presidente Fujimori fu informato, ogni mese, del numero di sterilizzazioni eseguite, dai suoi ex ministri della Sanità, Eduardo Yong Motta (1994-96), Marino Costa Bauer (1996-1999) e Alejandro Aguinaga (1999-2000).
Nello studio Nada Personal ("Niente di personale") del sociologo Giulia Tamayo, dimostrò che i medici erano tenuti a raggiungere le quote. Secondo Le Monde diplomatique, "festival di chiusura delle tube" furono organizzati attraverso un programma di campagne pubblicitarie, tenutosi nei pueblos Jóvenes ("baraccopoli"). Nel 1996 ci sono state, secondo le statistiche ufficiali, 81.762 legature delle tube eseguite su donne, con un picco, raggiunto l'anno successivo, di 109.689 legature (poi solo 25.995 nel 1998).
Il 21 ottobre 2011, il procuratore generale del Perù José Bardales decise di riaprire un'inchiesta su questo tipo di politiche, inchiesta che era stata interrotta nel 2009 per prescrizione, dopo che la Commissione Inter-Americana sui Diritti Umani stabilì che il programma di sterilizzazione del Perù implicava crimini contro l'umanità che non possono cadere in prescrizione.

### Russia
Nel 2008, il Commissario per i Diritti Umani Tatyana Margolina riferì che 14 donne con disabilità furono sottoposte a sterilizzazione medica obbligatoria nella clinica di cura psiconeurologica Ozyorskiyil cui direttore era Grigory Bannikov. Le sterilizzazioni non furono effettuate sulla base di un obbligo derivante da una decisione giudiziaria appropriata per queste pazienti, ma solo sulla base della domanda da parte di Bannikov in qualità di tutore. Tuttavia, il 2 dicembre 2010, la corte penale dichiarò di non aver trovato "corpus delicti", nelle sterilizzazioni obbligatorie effettuate con consenso medico. Esisteva un ordine del ministro della sanità della Federazione russa emanato nel 1993, che instituiva la correttezza della procedura di aborto forzato e di sterilizzazione delle donne con disabilità, ma fu abrogato dal capo del Ministero della Salute e dello Sviluppo Sociale della Federazione russa Tatyana Golikova nel 2009. Pertanto, dopo di ciò le donne possono essere sottoposte a sterilizzazione obbligatoria senza decisione del tribunale, secondo Tatyana Margolina. Evidentemente la corte penale ha inteso applicare una retroattività al provvedimento.
In Russia, uno dei sostenitori della prevenzione eugenetica è il presidente dell'Associazione Psichiatrica indipendente della Russia, Yuri Savenko, il quale giustifica la sterilizzazione forzata delle donne che sono ricoverate nelle case di cura psiconeurologiche a Mosca, affermando che "c'è bisogno d'un controllo più strettamente regolato ed aperto, per la pratica dell'eugenetica preventiva, che, di per sé, è, a sua volta, giustificabile"
.

### Svezia
Jan Guillou parlò dell'eugenetica nel programma televisivo Rekordmagazinet negli anni ottanta, epoca in cui questo era ancora un argomento in gran parte sconosciuto alla popolazione, ma la cosa non ha avuto risonanza fino al 1997, in seguito alla pubblicazione di articoli da parte di Maciej Zaremba nel quotidiano Dagens Nyheter. Solo allora si diffuse l'attenzione sul fatto che la Svezia aveva operato un forte programma di sterilizzazione, che era stato attivo principalmente dalla metà degli anni trenta fino agli anni settanta. Fu istituita una commissione governativa che concluse la sua inchiesta nel 2000.
La legislazione eugenistica fu emanata nel 1934, e fu formalmente abolita nel 1976. Il rapporto governativo del 2000 stimò che 21.000 persone furono sterilizzate forzatamente, altre 6.000 costrette ad una sterilizzazione "volontaria", mentre la natura di ulteriori 4.000 casi restò dubbia.
Tuttavia, più o meno 40.000 casi socio-sanitari furono contestati, e Zaremba ed altri sostengono che era più nell'interesse della società agire nei confronti di donne single. Lo Stato svedese ha successivamente pagato i danni alle vittime che hanno contattato le autorità e chiesto un risarcimento.

### Svizzera
Nell'ottobre 1999, Margrith von Felten ha suggerito al Consiglio nazionale della Svizzera, sotto forma di una proposta generale, di adottare norme giuridiche che consentissero il risarcimento per le persone sterilizzate contro la loro propria volontà. Secondo la proposta, il risarcimento avrebbe dovuto essere fornito alle persone che avevano subìto l'intervento senza il loro consenso, o che avevano acconsentito alla sterilizzazione sotto coercizione.
Secondo la stessa Margrith von Felten:
il rapporto dell'Istituto per la Storia della Medicina e Sanità pubblica Disabilità mentale e sessualità. Sterilizzazione legale nel Canton Vaud tra il 1928 e il 1985, sottolinea che sterilizzazioni coercitive hanno avuto luogo fino agli anni ottanta. L'atto sulle sterilizzazioni coercitive del Cantone di Vaud fu la prima legge di questo genere nel contesto europeo.
Hans Wolfgang Maier, direttore della Clinica psichiatrica di Zurigo, ha sottolineato in una relazione che, a partire dall'inizio del secolo, dal 70% all'80% delle cessazioni di gravidanza erano legate alla sterilizzazione da parte dei medici. Nel periodo 1929-1931, 480 donne e 15 uomini sono stati sterilizzati a Zurigo in connessione con un'interruzione di gravidanza.
A seguito di accordi tra i medici e le autorità, come la "Direttiva per la sterilizzazione chirurgica" dell'Associazione Medica di Basilea, un'indicazione eugenetica di sterilizzazione nel 1934 è stata riconosciuta come ammissibile.
Una valutazione statistica delle sterilizzazioni eseguite in ospedale sulle donne di Basilea tra il 1920 e il 1934, mostra un notevole aumento delle sterilizzazioni per un'indicazione psichiatrica dopo il 1929, ed un ulteriore forte aumento nel 1934, quando l'atto della sterilizzazione forzata è entrato in vigore nella vicina Germania nazionalsocialista.
Secondo uno studio condotto dalla Scuola Infermieri svizzera di Zurigo, pubblicato nel 1991, i documenti mostrano che 24 donne mentalmente disabili di età compresa tra i 17 ed i 25 anni furono sterilizzate tra il 1980 e il 1987. Di queste 24 sterilizzazioni, solo una ha avuto luogo su richiesta della donna.
Valutando le fonti principali dagli anni trenta (rapporti psichiatrici, direttive ufficiali, rapporti giudiziari, ecc.), gli storici hanno documentato che il requisito del libero consenso alla sterilizzazione è stato, nella maggior parte dei casi, non soddisfatto. Le autorità ottennero il "consenso informato", previsto dalla legge, in parte con la persuasione, ed in parte attraverso coercizione e minacce. Ad esempio i beneficiari di prestazioni sociali furono minacciati di rimozione dei benefici a loro concessi, le donne furono costrette a scegliere tra il rimanere in un istituto e sterilizzarsi, oppure interruzioni di gravidanza furono consentite solo a condizione che le donne contemporaneamente acconsentissero alla sterilizzazione.
Più di 50 anni dopo la fine della dittatura nazionalsocialista in Germania, in cui l'omicidio razziale, l'eutanasia e la sterilizzazione coatta appartenevano al programma politico, è chiaro che l'eugenetica, con la sua idea di "vita indegna di vita" e "purezza razziale" permea di sé anche i paesi democratici. Del resto l'idea che una "nazione sana" dovrebbe essere raggiunta attraverso misure mediche e sociali mirate fu progettata e politicamente attuata in molti paesi europei e negli Stati Uniti nella prima metà di questo secolo. Si tratta politiche che non sono paragonabili agli orrori inconcepibili compiuti dal regime nazista; tuttavia, è chiaro, in questi altri casi, che le autorità e la comunità medica erano comunque colpevoli per i metodi e le misure applicate, cioè aver costretto individui a sterilizzazioni, aver vietato matrimoni, aver obbligato aborti: tutte gravi violazioni dei diritti umani.»
La Svizzera ha rifiutato, tuttavia, di approvare un documento di riparazione.

### Stati Uniti

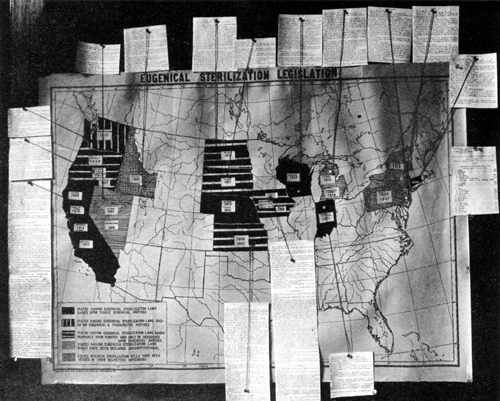
Un poster da una conferenza eugenetica che mostra gli stati degli Stati Uniti che hanno implementato una legislazione sulla sterlizzazione

Gli Stati Uniti sono stati il primo paese al mondo ad intraprendere un programma concertato di sterilizzazione obbligatoria a fine eugenetico. I responsabili del programma erano dei credenti accaniti nell'eugenetica, giustificazione che hanno spesso sostenuto per il loro programma stesso, che tuttavia finì per essere interrotto a causa di problemi etici. I principali bersagli di questo programma americano erano gli individui intellettualmente disabili e malati di mente, ma in molte leggi statali vanivano anche specificamente presi di mira sordi, ciechi, epilettici, fisicamente deformi. Secondo l'attivista Angela Davis, sia nativi americani che donne afro-americane furono sterilizzati contro la loro volontà in molti stati, spesso a loro insaputa mentre erano in ospedale per altri motivi (ad esempio, parto). Altri attivisti nativi americani, come il dr. Pinkerman, hanno concluso che circa 25.000 donne native americane furono forzatamente sterilizzate contro la loro volontà, anche se altri hanno sostenuto che questi numeri siano esagerati.
Alcune sterilizzazioni ebbero luogo in prigioni ed in altri istituti di pena, avevano dunque come target la criminalità, ma erano in relativa minoranza.. Stime conclusive parlano di oltre 65.000 persone sterilizzate in 33 stati, sotto programmi statali di sterilizzazione obbligatoria.
Il primo Stato ad introdurre un disegno di legge per la sterilizzazione obbligatoria fu il Michigan, nel 1897, ma la proposta di legge non riuscì a raccogliere sufficienti voti da parte dei legislatori per essere adottata. Otto anni dopo, i legislatori statali della Pennsylvania approvavano una legge di sterilizzazione, ma le fu posto il veto da parte del governatore. L'Indiana divenne quindi il primo Stato ad adottare effettivamente una legislazione sterilizzativa nel 1907, seguito da vicino dalla California e da Washington nel 1909. Comunque i tassi di sterilizzazione in tutto il paese erano relativamente bassi (la California fu l'unica eccezione), almeno fino al 1927, quando, in relazione al caso Buck vs. Bell, la Corte Suprema legittimò la sterilizzazione forzata dei pazienti di un istituto per disabili intellettivi in Virginia. Da allora, il numero di sterilizzazioni effettuate ogni anno aumentò, fino ad un altro caso giunto in valutazione nel 1942 alla Corte Suprema, Skinner vs. Oklahoma, che complicò la situazione giuridica con una sentenza contro la sterilizzazione di criminali, motivando che la clausola della parità di diritti tutelata dalla costituzione veniva violata, nel senso che, se la sterilizzazione doveva essere eseguita, allora non se ne potevano esentare chi avesse commesso crimini finanziari.
In linea generale, la maggior parte delle leggi di sterilizzazione americane possono essere suddivise in tre principali categorie di motivazioni: eugenetica (problema dell'ereditarietà), terapeutica (basata sull'idea che la sterilizzazione avrebbe potuto curare tratti sessuali considerati patologici come la masturbazione o la pedofilia), punitiva (intesa dunque come una punizione per i criminali), anche se naturalmente queste motivazioni potrebbero essere combinate tanto nella teoria quanto nella pratica (la sterilizzazione dei criminali avrebbe potuto essere intesa sia in senso punitivo che eugenetico, ad esempio). In ogni caso, la sentenza Buck vs. Bell affermò solo che la sterilizzazione eugenetica era costituzionale, mentre la sentenza Skinner vs. Oklahoma stabilì l'illegittimità di particolari discriminanti riguardo alla sterilizzazione punitiva. Comunque la maggior parte delle operazioni furono tese soltanto ad impedire la riproduzione (come nel caso del recidere i vasi deferenti nei maschi), anche se alcuni stati (Oregon e Dakota del Nord in particolare) avevano anche leggi che richiedevano l'uso della castrazione. In generale, la maggior parte delle sterilizzazioni sono state eseguite in strutture statali: istituti eugenetici, ospedali, case per disabili mentali e psichiatrici. Non c'è mai stato uno statuto federale per la sterilizzazione, anche se l'eugenista Harry H. Laughlin, il cui studio "Modello Eugenetico per la Legge sulla Sterilizzazione" è stato la base della legislazione affermata nel caso Buck vs. Bell, propose di instituirne uno nel 1922
Dopo la seconda guerra mondiale, l'opinione pubblica verso l'eugenetica ed i relativi programmi di sterilizzazione è diventata più negativa, alla luce del collegamento con le politiche di genocidio attuate dalla Germania nazista, anche se un numero significativo di sterilizzazioni è proseguito in alcuni stati fino alla fine degli anni sessanta, ed in particolare il Consiglio di eugenetica dell'Oregon, più tardi rinominato commissione di protezione sociale, è esistito fino al 1983, con l'ultima sterilizzazione forzata verificatasi nel 1981.
Anche il Commonwealth statunitense di Porto Rico ha avuto un programma di sterilizzazione. Diversi stati hanno continuato a conservare le leggi di sterilizzazione sui testi ufficiali (anche se non tutti erano ancora in uso) anche molto tempo dopo che la loro applicazione divenne rara, se non nulla. Nel 1956 se ne contavano ancora 27, tra cui Hampshire, North Carolina, North Dakota, Oklahoma, Oregon, South Carolin, South Dakota, Utah, Vermont, Virginia, West Virginia, Wisconsin. Lo Stato della California ha sterilizzato più di qualsiasi altro Stato americano, imponendosi con un ampio margine, ed è stato responsabile di oltre un terzo di tutte le operazioni di sterilizzazione sul suolo statunitense. Informazioni sul programma di sterilizzazione californiano sono state pubblicate in forma di libro ed ampiamente diffuse dagli eugenetisti E.S. Gosney e Paul B. Popenoe, ed il loro lavoro è stato riconosciuto dal governo di Adolf Hitler come di importanza fondamentale, per dimostrare che i programmi di sterilizzazione obbligatoria su larga scala erano fattibili.
Negli ultimi anni, i governatori di molti stati hanno fatto pubbliche scuse per i loro programmi precedenti, iniziando con la Virginia, seguita poi dall'Oregon e dalla California stessa. Tuttavia nessuno si è mai offerto di risarcire le persone sottoposte a sterilizzazione coatta, adducendo a motivo che probabilmente pochi di essi erano ancora in vita (e che ovviamente non avevano figli da risarcire), e che comunque le registrazioni rimaste erano inadeguate ad un'indubitabile verifica. Però almeno un caso di richiesta di risarcimento, Poe vs. Lynchburg School & Training Hospital (1981), è stato presentato in tribunale sulla base del fatto che la legge sulla sterilizzazione era incostituzionale, ma è stato respinto perché la legge non era più in vigore al momento del deposito. Ciò nonostante, ai firmatari sono stati concessi alcuni risarcimenti in base alle disposizioni della legge stessa, che richiedeva di informare i pazienti circa gli interventi chirurgici cui venivano sottoposti, informazioni che non risultavano essere state date in molti casi.
A partire dal gennaio 2011, tornarono in corso discussioni in materia di risarcimento per le vittime della sterilizzazione forzata sotto l'autorizzazione del Consiglio eugenetico del North Carolina, ciò a conseguenza della costituzione, nel 2010, da parte del governatore Bev Perdue, d'una fondazione atta a "fornire giustizia e risarcire le vittime che sono state forzatamente sterilizzate da parte dello Stato del North Carolina". Al 13 aprile 2012, le vittime della sterilizzazione forzata nel Nord Carolina attendevano ancora di essere risarcite, lo stesso Governatore Bev Perdue aveva raccomandato di fornire ad ogni vittima ancora in vita 50.000 dollari. Alla fine, nel 2013, lo Stato del North Carolina ha annunciato che avrebbe versato 10 milioni di dollari, a partire dal mese di giugno del 2015, per compensare gli uomini e le donne che fossero state sterilizzate nel programma eugenetico dello Stato stesso; nello specifico, il North Carolina ha sterilizzato 7.600 persone dal 1929 al 1974, cittadini che sono stati ritenuti socialmente o mentalmente inabili.
Centoquarantotto prigioniere femminili in due prigioni californiane furono sterilizzate tra il 2006 e il 2010 in un programma che avrebbe dovuto essere volontario, ma il consenso informato non può essere dato mentre sottoposti a un regime carcerario.
Discussioni in materia di risarcimento per le vittime della sterilizzazione forzata in altri stati devono ancora cominciare.

### Uzbekistan
Secondo i rapporti, a partire dal 2012, la forzatura e la costrizione alla sterilizzazione costituiscono l'attuale politica del governo in Uzbekistan verso le donne con due o tre figli, ciò per imporre un controllo della popolazione e per migliorare i tassi di mortalità materna. Già nel mese di novembre 2007, un rapporto del Comitato delle Nazioni Unite contro la tortura ha riferito che "il gran numero di casi di sterilizzazione forzata e la rimozione degli organi riproduttivi delle donne in età riproduttiva dopo la loro prima o seconda gravidanza indicano che il governo uzbeko sta cercando di controllare il tasso di natalità nel Paese", ed ha osservato che tali azioni non erano contro il codice penale nazionale; in risposta a questo rapporto, la delegazione uzbeka associata alla conferenza si dichiarò "perplessa da un fatto così suggestivo come la sterilizzazione forzata e non poteva vedere come una misura simile potesse essere applicata".
Ma relazioni di sterilizzazioni forzate, isterectomie ed inserimenti coatti di spirali intrauterine erano già emerse dal 2005,, anche se si segnala che la pratica abbia avuto origine alla fine degli anni novanta, a partire da un decreto segreto risalente al 2000. La politica attuale sarebbe stata istituita da Islom Karimov col decreto presidenziale PP-1096, recante "ulteriori misure per proteggere la salute della madre e del bambino e la formazione di una generazione sana", entrato in vigore nel 2009. Nel 2005 il Vice Ministro della Sanità Assomidin Ismoilov ha confermato che i medici in Uzbekistan sono stati ritenuti responsabili di un aumento dei tassi di natalità.
Sulla base di una relazione della giornalista Natalia Antelava, i medici hanno riferito che il Ministero della Salute ha caldeggiato loro sterilizzazioni chirurgiche sulle donne. In particolare un medico ha riferito che "è la sentenza numero 1098, in cui si dice che dopo due figli, in alcune zone dopo i tre, una donna dovrebbe essere sterilizzata". Nel 2010, il Ministero della Salute ha approvato un decreto ove si indica che tutte le cliniche in Uzbekistan dovrebbero avere apparecchiature per la sterilizzazione pronte per l'uso. La stessa relazione afferma, inoltre, che la sterilizzazione dev'essere compiuta su base volontaria, con il consenso informato del paziente. Anche in una relazione del 2010 sui diritti umani in Uzbekistan si evidenziano molti casi di sterilizzazione forzata di donne, con accuse al governo di fare pressione sui medici per effettuare queste sterilizzazioni al fine di controllare la popolazione. I medici hanno riferito anche, alla Antelava, che esistono delle quote che essi devono raggiungere ogni mese, circa quante donne sia necessario sterilizzare.
Il 15 maggio 2012, durante un incontro con il presidente russo Vladimir Putin a Mosca, il presidente uzbeko Islom Karimov ha affermato: "Stiamo facendo tutto quanto sia in nostro potere per fare in modo che il tasso di crescita della popolazione [in Uzbekistan] non superi 1,2-1,3 figli per coppia". La versione uzbeka di RFE/RL ha riferito che, con questa affermazione, Karimov ha, indirettamente, ammesso che la sterilizzazione forzata delle donne è in effetti in corso, in Uzbekistan. Invece il principale canale televisivo uzbeko, O'zbekiston, ha tagliato la dichiarazione di Karimov circa il tasso di crescita della popolazione, nel mettere in onda la sua conversazione con Putin.

### Porto Rico
In collaborazione con gli Stati Uniti, il governo portoricano e la sua comunità medica hanno iniziato un programma per la sterilizzazione di massa delle donne in Porto Rico nel 1937. In effetti, nel 1917, i portoricani sono diventati cittadini degli Stati Uniti, ed il Congresso degli Stati Uniti ha iniziato il controllo di una grande quantità di aspetti della vita, a Puerto Rico.
Il governo e la popolazione portoricana soffrivano di problemi economici, di un alto tasso di disoccupazione e di povertà, nel corso degli anni venti. Gli Stati Uniti hanno accusato la sovrappopolazione come causa di questi problemi. Ma la contraccezione era illegale, nella colonia portoricana, e ciò era in gran parte dovuto alla religione principale di Puerto Rico: il cattolicesimo. Gli insegnamenti della Chiesa cattolica affermano che la contraccezione e la sterilizzazione sono peccati contro la natura. Pertanto, qualsiasi forma di contraccezione era illegale in Puerto Rico fino alla fine degli anni trenta. Nel 1937, gli Stati Uniti hanno reso i contraccettivi legali, avviando così il loro piano per il controllo della popolazione.
In effetti gli Stati Uniti avevano iniziato a disciplinare Puerto Rico già nel 1898, e si erano resi immediatamente consapevoli, del problema rappresentato dal numero grande e sempre crescente della popolazione; per conseguenza avevano cominciato a preoccuparsi attivamente della sovrappopolazione della piccola isola, che avrebbe potuto portare ad un grave declino sociale ed economico, applicando dunque politiche pubbliche al fine di controllare il rapido aumento della popolazione.
Nel 1965, il demografo Harriet Presser ha riferito che il 34% delle madri portoricane in età compresa tra i 20 ed i 49 anni era stato sterilizzato: il tasso più alto mai documentato, per una popolazione. La sterilizzazione era così comune, che le donne portoricane la definivano semplicemente "la Operación", "l'operazione", senza ulteriori specificazioni. In realtà molte donne portoricane avevano cominciato ad accettare "la Operación" anche in virtù di visite degli operatori sanitari che sostenevano la sterilizzazione e facevano notare come le donne già sterilizzate stessero ricevendo favoritismi nel settore del lavoro dopo l'intervento. Nel corso degli anni il governo ha continuato con il suo piano, come dichiarato in una relazione del novembre 1973, dal titolo Opportunities for Education, Employment, and Training ("Opportunità per l'istruzione, l'occupazione e la formazione"), scritta da un gruppo di politica economica sostenuto dal governatore di Puerto Rico. Questo rapporto spiega le alternative per diminuire la classe operaia portoricana, considerando anche il fatto che un elevato tasso di disoccupazione viene ivi evidenziato come il problema principale di Puerto Rico.
Ma un'organizzazione privata aveva aperto ventitré cliniche per il controllo delle nascite già nel 1937, ed un disegno di legge era stato approvato al fine di considerare decadute quelle leggi di ispirazione cattolica che rendevano reato la pubblicità di contraccettivi e di servizi di prevenzione della gravidanza.
Ulteriori 160 cliniche, pubbliche e private, di controllo delle nascite, furono aperte dopo l'approvazione di un nuovo disegno di legge che autorizzava l'istituzione d'un "Commissariato della Salute a Porto Rico per regolare l'apprendimento e la diffusione di principi di eugenetica, compresa la contraccezione, i centri sanitari e gli ospedali di maternità". Poco dopo, il governo degli Stati Uniti approvò la legge n. 136 che ha reso la sterilizzazione un diritto anche sulla base di motivi diversi da quelli strettamente medici, ed ha perorato la selezione degli "inadatti alla procreazione".
Quelle donne portoricane che hanno resistito alla sterilizzazione forzata, furono comunque utilizzate come soggetti di prova per la pillola anticoncezionale. In particolare, nel 1954 e nel 1955, due ricercatori, Gregory Pincus e John Rock, scelsero Puerto Rico come sito elettivo per la sperimentazione umana su larga scala d'un anticoncezionale orale. In realtà avevano già raggiunto il successo negli studi umani a Boston; tuttavia, al fine di ottenere il lancio del contraccettivo orale nel mercato, avevano bisogno d'un'ulteriore grande prova della sua efficacia. Del resto, durante quel periodo, leggi di controllo dell'antinatalismo erano inesistenti a Puerto Rico, e molte cliniche di controllo delle nascite lavoravano già a pieno regime ovunque, sull'isola. Inoltre, essendo Portorico una delle aree più densamente popolate del mondo nel corso del 1950, i funzionari statunitensi supportavano ampiamente la politica del controllo delle nascite come strumento per controllare la popolazione in crescita.
Molte donne erano ansiose di provare il nuovo farmaco che aiutava a prevenire la gravidanza, e la grande popolazione sulla piccola isola rendeva più facile, per Pincus e Rock, monitorare i processi. Un altro fattore nella scelta di donne portoricane come soggetti di prova è consistito nel fatto che erano tutte povere ed ignoranti, e dunque se le donne non istruite in Portorico avessero dimostrato di poter seguire il regime di assunzione responsabile del contraccettivo orale, qualunque donna colta in qualunque altra parte del mondo avrebbe potuto ritenere di essere medesimamente in grado di farlo. Inoltre, il successo delle prove avrebbe dimostrato che l'uso dei contraccettivi orali non sarebbe troppo complicato da utilizzare, da parte delle donne, anche in altre nazioni in via di sviluppo, come pure nei bassifondi di alcune città degli Stati Uniti.
Le prove di assunzione di questo medicinale iniziarono dunque, a Rio Piedras, nell'aprile 1965, una volta raggiunto il coinvolgimento massimo di persone immediatamente necessarie. Rock scelse di somministrare subito una dose elevata di progesterone orale sintetico, l'Enovid, che era il marchio di GD Searle, la società farmaceutica fornitrice. Il Dr. Edris Rice-Wray, direttore medico della Puerto Rico Family Planning Association e membro di facoltà della Puerto Rico Medical School, era a capo le prove. Egli riferì un tasso di efficacia del medicinale del 100%, ad un anno dall'inizio dello studio, ma ha anche riferito che "il 17% delle donne coinvolte nella sperimentazione lamentava nausea, vertigini, mal di testa, mal di stomaco e vomito". Tuttavia, Pincus e Rock non ascoltarono i rilievi del dottor Rice-Wray e la pillola fu immessa sul mercato senza correttivi.
Alle donne portoricane era stato semplicemente detto che avrebbero ricevuto un farmaco che impediva la gravidanza, ma non erano state informate dei pericolosi effetti collaterali che avrebbero potuto verificarsi, o del fatto che la pillola era sperimentale. Per conseguenza Pincus, Rock ed i ricercatori e medici coinvolti nelle sperimentazioni, sono stati accusati di "frode, colonialismo e sfruttamento di donne povere di colore"..

### Altri paesi
Programmi di eugenetica, inclusivi della sterilizzazione forzata, sono esistiti nella maggior parte dei paesi del Nord Europa. Alcuni programmi, come quelli del Canada e della Svezia, durarono fino agli anni settanta. Altri paesi che hanno avuto programmi di sterilizzazione particolarmente attivi sono Danimarca, Norvegia, Finlandia, Estonia, Svizzera, Islanda, ed alcuni paesi dell'America Latina (compresa Panama). Nel Regno Unito, Winston Churchill fu un celebre sostenitore dell'eugenetica, ed il suo successore Reginald McKenna introdusse un disegno di legge che comprendeva la sterilizzazione forzata. Lo scrittore G. K. Chesterton fu uno dei più fieri oppositori della legge inglese sulla deficienza mentale del 1913 (Mental Deficiency Act 1913), che tuttavia fu infine approvata.
Secondo alcune testimonianze, l'Unione Sovietica avrebbe imposto la sterilizzazione forzata su lavoratori e lavoratrici deportati dalla Romania nei campi di lavoro sovietici. Si è sostenuto che questo si sia verificato dopo la seconda guerra mondiale, quando la Romania avrebbe dovuto fornire una forza lavoro di ricostruzione (in base alla convenzione dell'armistizio). Tuttavia, ad oggi non risulta che siano mai state assunte decisioni giudiziarie, od anche solo avviate indagini formali, in relazione a queste accuse.

### Namibia
In Namibia è stata frequente la pratica ospedaliera di sterilizzazione di donne affette da hiv.